# Sacin (wyspa)
Sacin (pot. Wyspa Miłości) – wyspa we wschodniej części jeziora Rajgrodzkiego, w północnej części odnogi nazywanej jeziorem Czarnowiejskim (3,25 km²), na północ od półwyspu Kobyla Szyja i na wschód od osady Zawady-Tworki, w granicach administracyjnych miasta Rajgród. Od wschodu do wyspy przylega akwen Jeziora Rajgrodzkiego nazywany Do Strumienia.
Wyspa ma powierzchnię niecałych dwóch hektarów. Łączna powierzchnia wysp na Jeziorze Rajgrodzkim wynosi 11,1 ha (Sacin i Sowiak). Sacin jest porośnięta lasem a przy brzegach trzcinami. W kilku miejscach istnieje jednak dostęp dla małych jednostek.
W listopadzie 2019 roku przy brzegu wyspy nurkowie odnaleźli ciało 67-letniego mieszkańca gminy Rajgród.
Naprzeciwko wyspy (od strony wschodniej) znajdują się ośrodki sportowo-wypoczynkowe (w 1991 nosiły nazwę Energetyk, Knieja i Łabędź).
Potoczna nazwa Wyspa Miłości może być związana ze środowiskiem wędkarskim. Wędkarze mogli mieć na myśli odbywające się wokół niej wiosenne tarło szczupaka, który w pewnej części pozostaje tam przez cały sezon.